# Dickschnabel-Grasschlüpfer
Der Dickschnabel-Grasschlüpfer (Amytornis modestus), auch manchmal als Dickschnabel-Grassänger bezeichnet, ist ein Singvogel aus der Familie der Staffelschwänze (Maluridae). Er galt lange Zeit als Unterart des Strichelgrasschlüpfers (Amytornis textilis). Nachdem in Studien aus den Jahren 2011 und 2016 auf die Unterschiede zwischen den beiden Taxa hingewiesen wurde, wird er vom IOC, von HBW Alive, von der Clemens Checklist, von BirdLife International und von der IUCN seit 2016 als eigenständige Art anerkannt.

## Beschreibung
Der Dickschnabel-Grasschlüpfer erreicht eine Körperlänge von 15 bis 20 cm und ein Gewicht von 17 bis 20 g. Er ist kleiner als der nahe verwandte Strichelgrasschlüpfer mit einem viel kürzeren Schwanz und einem etwas tieferen jedoch kürzeren Schnabel. Das Gefieder ist stumpfer mit weniger deutlichen Stricheln. Die Unterscheidung der Unterarten ist vergleichsweise dezent. Die Nominatform Amytornis m. modestus war langschwänzig, ziemlich dunkel und leicht gestrichelt. Amytornis m. indulkanna ist heller mit einem viel kürzeren Schwanz. Amytornis m. raglessi ähnelt Amytornis m. indulkanna. Dieses Taxon hat jedoch einen längeren Schwanz. Amytornis m. curnamona ist dunkler und langschwänziger als Amytornis m. raglessi. Die ausgestorbene Form Amytornis m. inexpectatus hatte von allen Unterarten den längsten Schwanz, gefolgt von der rezenten Unterart Amytornis m. obscurior. Amytornis m. cowarie ist die hellste und am wenigsten gestrichelte Unterart. Vom Strichelgrasschlüpfer unterscheidet sich der Dickschnabel-Grasschlüpfer durch die schwächere und kontrastarme Strichelung an der Unter- und Oberseite, durch die stumpfere, düstere, heller bräunliche Grundfärbung des Gefieders sowie durch die reduzierten warmen Farbtöne.

## Verbreitung
Es gibt fünf rezente und zwei ausgestorbene Unterarten. Amytornis modestus modestus ist heute ausgestorben und kam im äußersten Süden des Northern Territory vor. Amytornis modestus indulkanna kommt im äußersten Süden des Northern Territory sowie im nördlichen und im zentralen South Australia vor. Amytornis modestus raglessi ist in der nördlichen Flinders Range im Süden von South Australia beheimatet. Amytornis modestus cowarie kommt im Nordosten von South Australia vor. Amytornis modestus curnamona kommt im Osten von South Australia vor. Amytornis modestus obscurior kommt im äußersten Nordwesten von New South Wales vor. Amytornis modestus inexpectatus ist heute ausgestorben und war auf das westliche sowie das zentrale Murray-Darling-Becken im Nordwesten von New South Wales beschränkt.

## Lebensraum und Lebensweise
Der Lebensraum des Dickschnabel-Grasschlüpfers sind Dünen, Küstenebenen, Sandebenen und Akaziensavannen mit Kalksteinböden. Die östliche Unterart hält sich bevorzugt in Savannen mit Gänsefußgewächsen (Chenopodium), Melden (Atriplex) und Salzpflanzen der Gattung Maireana auf. Das Nest des Dickschnabel-Grasschlüpfers wird aus Pflanzenmaterial, insbesondere aus trockenem Gras und schmalen Rindenstreifen, gebaut und kann sich bis zu einem Meter über dem Boden befinden. Der Eingang zum Nest befindet sich innerhalb der höchsten Vegetation. Es gibt zwei Brutperioden. Die eine ist von März bis Mai und die andere von August bis Januar. Das Gelege besteht aus zwei bis drei hellrosa Eiern, die rotbraun und grau gesprenkelt sind.
Der standorttreue Vogel geht gewöhnlich am frühen Morgen oder am späten Nachmittag auf Nahrungssuche. Seine Nahrung besteht aus Samen, Beeren und kleinen Käfern. Die Paare können in Revieren von bis 40 ha herumstreifen.

## Gefährdung
Die IUCN listet den Dickschnabel-Grasschlüpfer in der Kategorie „nicht gefährdet“ (least concern). Für die Unterarten A. m. indulkanna und A. m. cowarie wird eine Bestandsdichte von 4 Individuen pro Quadratkilometer geschätzt. Der Dickschnabel-Grasschlüpfer hat in New South Wales beträchtliche Bestandsrückgänge erlitten. Während er in der Vergangenheit vom östlichen bis ins zentrale New South Wales verbreitet war, kommt im äußersten Nordwesten von New South Wales heute nur noch die Unterart A. m. obscurior vor, die zwischen 1956 und 2008 als verschollen galt.